# Puusepa (Kõue)
Puusepa – wieś w Estonii, w prowincji Harju, w gminie Kõue.